# Fitampito
Fitampito est une commune rurale malgache située dans la partie nord de la région de la Haute Matsiatra.